# Rosenbergbrücke
Die Rosenbergbrücke ist eine Betonbrücke aus dem Jahre 1950 über den Neckar in Heilbronn zwischen Süd- und Weststraße (damals Gustloffstraße), die nach dem sich anschließenden Hügel Rosenberg benannt wurde. Es handelt sich um eine Zweigelenkbrücke mit drei Bögen (2 × 16 m und 60 m). Die Fahrbahnbreite beträgt 12 m, die Radwege sind jeweils 1,80 m breit, die Gehwege jeweils 3,20 m. Auf der Brücke verläuft die Bundesstraße 293. Am westlichen Widerlager ist sie mit zwei Reliefs geschmückt, die zwei unterschiedliche Adler zeigen. Während an der Nordseite das Relief des Reichsstadtadlers zu sehen ist, befindet sich an der Südseite das Relief eines entnazifizierten Reichsadlers aus dem Dritten Reich. Die Bildhauerarbeiten stammen noch von dem Vorgängerbau aus dem Jahre 1939. An der Nordseite des östlichen Widerlagers wurde 1950 die Inschrift ROSENBERGBRÜCKE angebracht, während an der Südseite des östlichen Widerlagers die Jahreszahlen 1939, 1945 und 1950 stehen.

## Geschichte
Bereits der Stadtbaumeister Reinhard Baumeister hatte Pläne für den Bau einer zweiten Neckarbrücke. Auch der städtische Regierungsbaumeister und Tiefbauinspektor Ludwig „Louis“ Heuss (1853–1903) zeigte bei der Heilbronner Gewerbeausstellung 1897 das Modell einer Neckarbrücke mit zwei Flussbögen von je 34 m Spannweite und einer Unterführung der Badstraße mit 10 m. Der Ingenieur Willy Stöhr (1905–1997) vom Tiefbauamt Heilbronn entwarf in den Jahren 1937 bis 1938 eine neue Eisenbetonbrücke, die aus einem Dreigelenkbogen bestand. Die Stützweiten betrugen 13 m und 16 m in den Randfeldern und 60 m im Hauptfeld. Sie hatte eine Spannweite von 9 m über den Neckar. Das Bauwerk hatte eine Länge von 130 m und eine Breite von 22 m. Die Fahrbahnbreite betrug 12 m, die Radwege waren jeweils 1,75 m breit. Die Gehwege hatten eine Breite von jeweils 3,25 m. Die Entwürfe zum Brückenbau wurden im Februar 1938 zur Genehmigung vorgelegt, die von Wayss & Freytag erbaute Brücke wurde am 12. August 1939 eröffnet. Beim Rückzug der Wehrmacht 1945 wurde die Brücke gesprengt. 1950 wurde sie nach Plänen von Willy Stöhr wieder aufgebaut und am 15. Dezember 1950 eingeweiht.